# Monolepta bifrons
Monolepta bifrons là một loài bọ cánh cứng trong họ Chrysomelidae. Loài này được Laboissiere miêu tả khoa học năm 1923.